# Karl Krisch

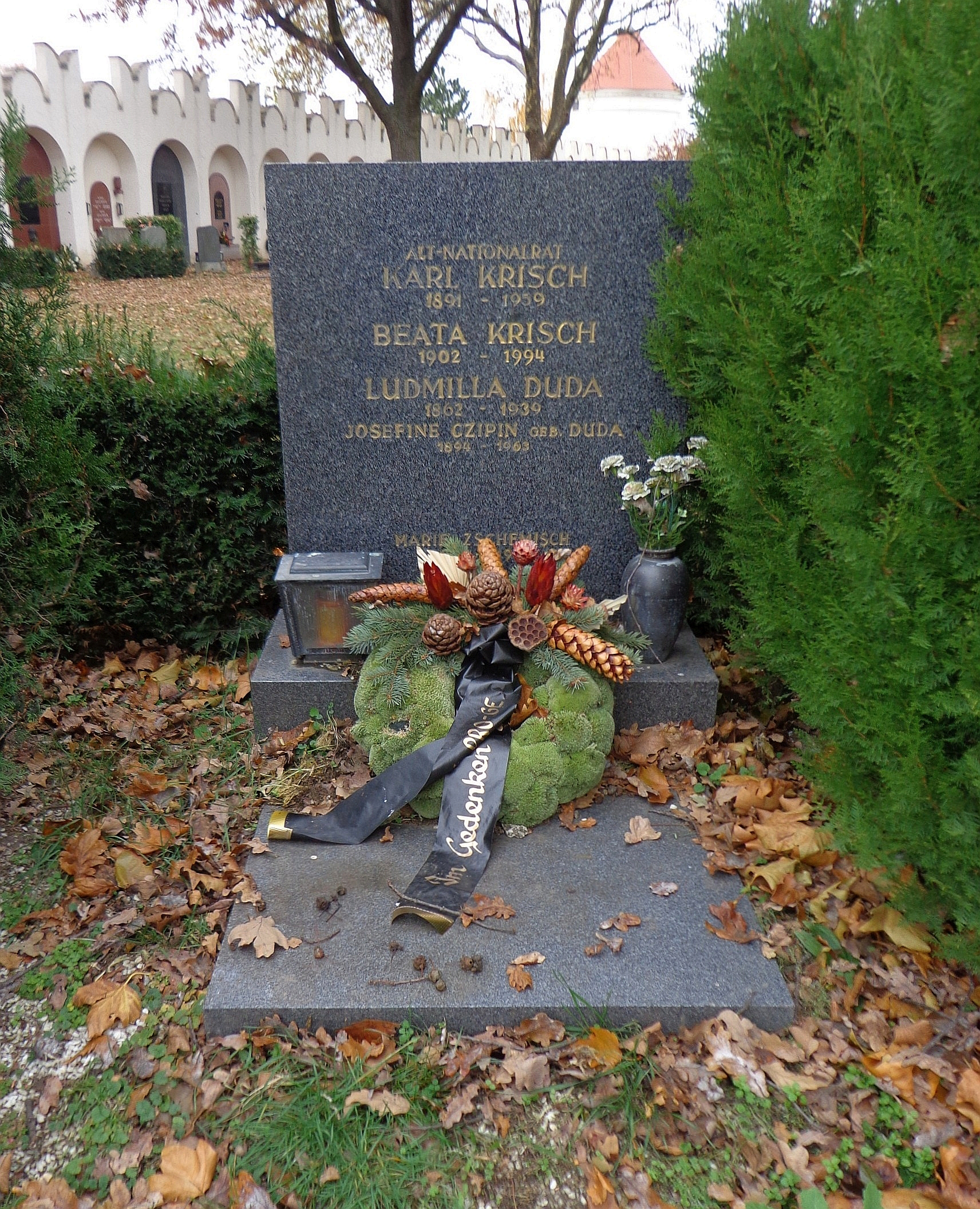
Feuerhalle Simmering – Urnengrab von Karl Krisch

Karl Krisch (* 12. Jänner 1891 in Wien; † 27. Dezember 1959 ebenda) war ein österreichischer Gewerkschaftssekretär und Politiker (SPÖ). Krisch war von 1945 bis 1949 Abgeordneter zum österreichischen Nationalrat.

## Leben
Krisch besuchte fünf Klassen der Volksschule und wechselte danach an die Bürgerschule. Er besuchte zudem die Fortbildungsschule und erlernte den Beruf des Müllers, Sägewerkers und Maschinenschlossers. Krisch war auf Wanderschaft und arbeitete im Brauhaus der Stadt Wien.

## Gewerkschaft und Politik
Er arbeitete von 1919 bis 1934 als Sekretär des Zentralverbandes der Lebens- und Genussmittelarbeiter Österreichs und war 1937 in politischer Haft. Nach dem Zweiten Weltkrieg war Krisch 1945 Erster Sekretär des Österreichischen Gewerkschaftsbundes 1945 und stieg zum Präsidenten der Arbeiterkammer Wien auf.
Im Nationalrat vertrat Krisch die SPÖ vom 19. Dezember 1945 bis zum 8. November 1949.
Er ist begraben im Urnenhain der Feuerhalle Simmering (Abt. 8, Ring 3, Gr. 7, Nr. 11).